# 버지스 메러디스
버지스 메러디스(Burgess Meredith, 1907년 11월 16일 ~ 1997년 9월 9일)는 미국의 배우이다.

## 영화
- 생쥐와 인간 (1939년 영화)
- 지 아이 조의 이야기
- 워크 인 더 선
- 더 카디널
- 배트맨 (1966년 영화)
- 아폴로 8호
- 마켄나의 황금
- 록키
- 센티넬 (1977년 영화)
- 골든 랑데부
- 파울 플레이 (1978년 영화)
- 록키 2
- 그레이트 볼카노
- 최후의 임무
- 타이탄 족의 멸망
- 고백 (1981년 영화)
- 록키 3
- 환상 특급 (1983년 영화)
- 록키 4
- 록키 5
- 그럼피 올드 맨
- 그럼피어 올드 맨
- 록키 발보아 (영화)

## 텔레비전
- 견학
- 배트맨 (드라마)
- 보난자 (드라마)
- 제6지대
- 만닉스

## 연극
- 로미오와 줄리엣
- 이상한 나라의 앨리스
- 서푼짜리 오페라
- 서쪽 나라의 건달
- 직유